# Санкт-Петербургский государственный электротехнический университет
Санкт-Петербургский государственный электротехнический университет «ЛЭТИ» имени В. И. Ульянова (Ленина) — российское техническое высшее учебное заведение, основанное в 1886 году и специализирующееся в области электротехники.

## История

### Электротехнический институт (до 1917 года)
3 июня 1886 года император Александр III утвердил Временное положение о Техническом училище с трёхлетним сроком обучения. 4 сентября 1886 года состоялось открытие Технического училища Почтово-телеграфного ведомства — первого в России гражданского электротехнического учебного заведения. Инспектором Училища был назначен чиновник особых поручений при начальнике Главного управления почт и телеграфов Н. Н. Качалов. Николай Качалов руководил строительством главного здания училища (ныне корпус 1), будучи Инспектором в 1886-1895 годах, а затем Директором (Ректором) Училища в 1895-1905 годах. Качалов со своей многодетной семьёй проживал в квартире ректора в корпусе 1.
В дореволюционный период официальные названия учебного заведения и его статус менялись несколько раз:
- 1886—1891 — Техническое училище Почтово-телеграфного ведомства
- 1891—1899 — Электротехнический институт
- 1899—1918 — Электротехнический институт императора Александра III

### Санкт-Петербургский электротехнический институт в послереволюционное время
В 1930 году в ЛЭТИ по инициативе члена-корреспондента АН СССР профессора Валентина Ивановича Коваленкова и профессора Николая Александровича Скрицкого создается специальность «телемеханика» и несколько позже кафедра автоматики и телемеханики.
В 1935 году член-корреспондент АН СССР Валентин Петрович Вологдин создал при ЛЭТИ лабораторию электротехники высоких частот, которая в 1947 году была преобразована в научно-исследовательский институт токов высокой частоты.
В годы Великой Отечественной войны более 1200 преподавателей, студентов, рабочих и служащих института ушли в народное ополчение и действующую армию. В осаждённом Ленинграде оставалась группа учёных под руководством профессора Сергея Александровича Ринкевича. В апреле 1942 года усилиями Ринкевича при ЛЭТИ было создано Бюро научно-исследовательских работ Наркомата судостроительной промышленности СССР, выполнявшего до 1944 года специальные задания по обеспечению обороны Ленинграда. Профессор А. А. Алексеев на Ладоге организовал работы по сварке металлических конструкций причалов и судов, работавших на Дороге жизни.
5 ноября 1986 года на Инструментальной улице был открыт памятник студентам и сотрудникам ЛЭТИ, погибшим в годы Великой Отечественной войны.
В 1992 году институт получил статус технического университета.

Третий корпус ЛЭТИ

В 1998 году открылся Югорский филиал СПбГЭТУ в городе Югорске Ханты-Мансийского автономного округа.

### Университет сегодня
Санкт-Петербургский государственный электротехнический университет «ЛЭТИ» имеет давние контакты в области образования и научно-технического сотрудничества с университетами, научно-исследовательскими институтами и центрами, предприятиями и фирмами со всего мира. Более 50 предприятий высокотехнологичных областей промышленности являются стратегическими партнёрами ЛЭТИ. Среди зарубежных партнёров СПбГЭТУ 19 крупных промышленных предприятий, 8 научно-образовательных центров, 5 научно-исследовательских институтов, 85 университетов из 40 стран.
На данный момент в ЛЭТИ обучается около 8000 студентов, аспирантов и слушателей. В университете работают 5 членов-корреспондентов РАН, 20 лауреатов национальных и международных наград, 200 профессоров и докторов наук. Ежегодно по основным образовательным программам вуз выпускает около 2000 специалистов. Подготовка бакалавров, магистров и специалистов осуществляется на 8 факультетах очной формы обучения. Подготовка бакалавров ведётся по 60 образовательным направлениям; подготовка магистров — по 53 образовательным программам; подготовка специалистов — по 4 направлениям. Подготовка кадров высшей научной квалификации осуществляется по 42 научным специальностям.
В настоящее время в СПбГЭТУ обучаются 301 аспирант, из которых 49 аспирантов-иностранцев и 6 докторантов. В университете функционируют 9 диссертационных советов по 23 научным специальностям.
Среди выпускников «ЛЭТИ» — лауреат Нобелевской премии Жорес Иванович Алферов.

## Рейтинги
СПбГЭТУ «ЛЭТИ» является участником Проекта 5-100, запущенным Министерством образования и науки Российской Федерации.
В 2013 году Санкт-Петербургский государственный электротехнический университет «ЛЭТИ» им. В. И. Ульянова (Ленина) стал лауреатом премии Правительства Санкт-Петербурга по номинации «Развитие инновационной деятельности в образовательном учреждении».
В 2014 году агентство «Эксперт РА», включило ВУЗ в список лучших высших учебных заведений Содружества Независимых Государств, где ему был присвоен рейтинговый класс «D».
В декабре 2014 года «ЛЭТИ» вошёл в сотню лучших вузов в рейтинге «QS University Rankings: Развивающаяся Европа и Центральная Азия 2014/15».
В 2015 году университет занял третье место среди инженерных вузов в Рейтинге востребованности вузов, подготовленном «Социальным навигатором» МИА «Россия сегодня» при участии Центра исследования рынка труда.
В 2016 году СПбГЭТУ «ЛЭТИ» попал в двадцатку лучших российских вузов в международном рейтинге Round University Rankings (RUR).
В 2016 году в рейтинге лучших вузов России «Эксперт РА» «ЛЭТИ» занял 36-е место.
В Национальном Рейтинге Университетов ИА «Интерфакс» в 2016 году СПбГЭТУ занял 22-е место (588 баллов), поднявшись на 5 пунктов относительно своего результата в 2014 году.
В декабре 2016 года были опубликованы результаты Национального рейтинга вузов РФ, отражающие их востребованность со стороны российской экономики. «ЛЭТИ» вошёл в десятку лучших. Рейтинг был составлен проектом «Социальный навигатор» МИА «Россия сегодня» и порталом «Типичный абитуриент».
В международном рейтинге высших учебных заведений 2017 года Academic Ranking of World Universities-European Standard (ARES-2017), составленном Европейской научно-промышленной палатой, СПбГЭТУ «ЛЭТИ» занял 22-е место. Вузу присвоена категория «А».
В Национальном рейтинге университетов в 2017 году занимал 25-27 место (опустившись на 3-5 мест) по количеству баллов (489), как и Алтайский государственный университет и Московский авиационный институт (национальный исследовательский университет).
В 2020 году занял 701—750 место в QS World University Rankings.
В 2022 году занял 701—800 место в Международном рейтинге «Три миссии университета».
В 2022 году занял 40 место в рейтинге вузов России по версии РАЭКС и 44 место в рейтинге влиятельности вузов России (RAEX), 2022.
В предметных рейтингах RAEX ЛЭТИ входит в списки лучших вузов по 2 направлениям подготовки: технологии материалов и энергетика, энергетическое машиностроение и электротехника (2022 год).

## Названия
- 1886—1891 — Техническое училище Почтово-телеграфного ведомства
- 1891—1899 — Электротехнический институт (ЭТИ)
- 1899—1918 — Электротехнический Институт Императора Александра III[23]
- 1918—1921 — Петроградский электротехнический институт имени В. И. Ульянова (Ленина)[24]
- 1924—1991 — Ленинградский электротехнический институт им. В. И. Ульянова (Ленина)
- 1991—1992 — Санкт-Петербургский государственный электротехнический институт им. В. И. Ульянова (Ленина)
- 1992—1998 — Санкт-Петербургский государственный электротехнический университет им. В. И. Ульянова (Ленина)
- 1998 — по настоящее время — Санкт-Петербургский государственный электротехнический университет «ЛЭТИ» им. В. И. Ульянова (Ленина)

Список официальных названий, рекомендуемых к использованию:
- Санкт-Петербургский государственный электротехнический университет «ЛЭТИ» им. В. И. Ульянова (Ленина)
- СПбГЭТУ «ЛЭТИ»
- Saint Petersburg Electrotechnical University «LETI»
- ETU

## Список факультетов и кафедр
До 1999 года — радиотехнический факультет, РТФ
- Кафедра радиотехнических систем (РС)
- Кафедра радиоэлектронных средств (РЭС)
- Кафедра телевидения и видеотехники (ТВ)
- Кафедра теоретических основ радиотехники (ТОР)
- Кафедра микрорадиоэлектроники и технологии радиоаппаратуры (МИТ)
- Базовая кафедра средств специальной радиоэлектроники (ССР)
- Базовая кафедра радиоэлектронных информационных систем и комплексов (РИСК)
- Базовая кафедра радиоастрономии (РА)
- Базовая кафедра нанотехнологий и наноматериалов в радиоэлектронике (ННР)
- Базовая кафедра видеоинформационных систем (ВИНС)
- Факультетская вычислительная лаборатория (ФВЛ ФРТ)

До 1999 года — факультет электронной техники, ФЭТ
- Кафедра микроволновой электроники (МВЭ)
- Кафедра электронного приборостроения (ЭП), ОАО «Светлана», нет учебных групп
- Кафедра электронных приборов и устройств (ЭПУ)
- Кафедра физической электроники и технологии (ФЭТ)
- Кафедра фотоники (Фот)
- Кафедра микро- и наноэлектроники (МНЭ)
- Базовая кафедра оптоэлектроники (ОЭ), ФТИ РАН
- Базовая кафедра физики и современных технологий твердотельной электроники (ФТТЭ), только магистры, ФТИ РАН
- Факультетская вычислительная лаборатория № 1 (ФВЛ ФЭЛ №1)
- Факультетская вычислительная лаборатория № 2 (ФВЛ ФЭЛ №2)
- Учебно-научная лаборатория рентгенотелевизионных систем (УНЛ РТС)

До 1999 года — факультет автоматики и вычислительной техники, ФАВТ
- Кафедра систем автоматизированного проектирования (САПР)
- Кафедра автоматики и процессов управления (АПУ)
- Кафедра математического обеспечения и применения ЭВМ (МО ЭВМ)
- Кафедра вычислительной техники (ВТ)
- Базовая кафедра автоматизации исследований (АИ)
- Базовая кафедра информационных систем (ИС)
- Кафедра информационной безопасности (ИБ)
- Базовая кафедра интеллектуальных информационных технологий (БК ИИТ)
- Кафедра алгоритмической математики (АМ)

- Кафедра систем автоматического управления (САУ)
- Кафедра электротехнологической и преобразовательной техники (ЭТПТ)
- Кафедра робототехники и автоматизации производственных систем (РАПС)
- Кафедра корабельных систем управления (КСУ)
- УНЛ Промышленных систем управления и автоматизации (ПСУиА)
- УНЛ Промышленных систем автоматизации и электроприводов компании Siemens (АиЭП Siemens)
- УНЛ Мехатронных комплексов подвижных объектов и мобильных установок аэродромного обслуживания (МКПО и МУАО)
- УНЛ Автоматизированных систем морского транспорта (АСМТ)
- УНЛ Корабельных систем обработки информации и управления (КСИУ)
- УНЛ Высокочастотной силовой электроники и электромагнитной обработки материалов (ВЭОМ)
- УНЛ Электротехнологии
- УНЛ Технологии автоматизации
- УНЛ Теоретических основ электротехники
- УНЛ Информационно-телекоммуникационных технологий (ИТТ)

До 1999 года — электрофизический факультет, ЭФФ; до ноября 2009 года — факультет приборостроения, биомедицинской и экологической инженерии; ФПБЭИ
- Кафедра биотехнических систем (БТС). Бывшая кафедра биомедицинской и экологической инженерии и охраны среды (БМЭИОС)
- Кафедра инженерной защиты окружающей среды (ИЗОС)
- Кафедра информационно-измерительных систем и технологий (ИИСТ)
- Кафедра лазерных измерительных и навигационных систем (ЛИНС)
- Кафедра электроакустики и ультразвуковой техники (ЭУТ)
- Кафедра физической химии (ФХ), магистратура
- Кафедра безопасности жизнедеятельности (БЖД), не выпускающая
- Базовая кафедра конструирования и технологии электронной радиоаппаратуры (КТЭА)
- Базовая кафедра Медицинские информационные и биотехнические системы
- Учебно-научный центр "ГИС технологии"
- НИКТИ Биотехнических систем
- Региональный центр интегрированного медико-технического образования (РЦ ИМТО)

До 1999 года не существовал, под номером 6 значился факультет корабельной электротехники и автоматики, ФКЭА, расформированный в 1999 году. С 1999 по 2019 гг. - Факультет экономики и менеджмента.
- Кафедра менеджмента и систем качества (МСК)
- Кафедра инновационного менеджмента (ИМ)
- Кафедра прикладной экономики (ПЭ)
- Кафедра экономической теории (ЭТ)
- Центр менеджмента качества в образовании (ЦМКО)
- Информационно-методический центр факультета экономики и менеджмента (ИМЦ ФЭМ)

- Кафедра связи с общественностью (СО)
- Кафедра философии (ФЛ), не выпускающая
- Кафедра социологии и политологии (СП), не выпускающая
- Кафедра иностранных языков (ИНЯЗ)
- Кафедра истории культуры, государства и права (ИКГП), не выпускающая
- Кафедра русского языка (РЯ), не выпускающая
- Учебно-научный центр социальных исследований (ЦСИ)

- Кафедра высшей математики (ВМ)
- Кафедра физики (Ф)
- Кафедра физической химии (ФХ)
- Кафедра прикладной механики и инженерной графики (ПМИГ)
- Кафедра теоретических основ электротехники (ТОЭ)
- Кафедра физического воспитания и спорта (ФВ и С)

## Руководство
| 1886-1895 | Писаревский Николай Григорьевич (1821—1895) Военный инженер, инженер в области электрических средств связи, общественный деятель. Окончил курс Военной академии (1846), инспектор Телеграфного ведомства (1868—1886). Руководитель строительства первого в России подводного кабеля через Каспийское море (1879). Организатор и директор (1886—1891) Технического училища Почтово-телеграфного ведомства, преобразованного в Электротехнический институт, первый директор ЭТИ (1891—1895). |
| 1895-1905 | Качалов Николай Николаевич (1852—1909) Военно-морской офицер, окончил Морской кадетский корпус (1869), курс Морской академии (1876) и Минный офицерский класс (1879). Участник русско-турецкой войны (1877—1878). Почетный инженер-электрик (1899). Инспектор Технического училища Почтово-телеграфного ведомства (1886—1890). И. о. директора ЭТИ (1895—1898). Директор ЭТИ императора Александра III (1898—1905). Председатель особой строительной комиссии по сооружению зданий ЭТИ. |
| 1905-1906 | Попов Александр Степанович (1859—1906) Выдающийся учёный-физик, изобретатель в области радиосвязи, заложил основы радиотехнического образования в России. Почётный инженер-электрик (1899). Окончил Санкт-Петербургский университет (1883), преподаватель Минного офицерского класса (1883—1901) и Инженерного училища Морского ведомства (1890—1900), профессор физики ЭТИ (1901—1906). Первый выборный директор ЭТИ (1905—1906). |
| 1906-1912 | Войнаровский Павел Дмитриевич (1860—1913) Инженер-электрик. Организатор электротехнического образования в России. Окончил Техническое училище почтово-телеграфного ведомства (1890), Электротехнический университет Монтефиора (г. Льеж, Бельгия) (1895), преподавал в ЭТИ (1891—1912). Профессор электротехники (1898), организатор первой в России высоковольтной лаборатории (1904). Директор ЭТИ (1906—1912). |
| 1912-1918 | Быков Николай Алексеевич (1862—1932) Инженер-теплотехник, специалист по двигателям внутреннего сгорания, окончил Петербургский технологический институт в 1896 г., профессор, преподавал в ЭТИ (1902—1918). Директор ЭТИ (1912—1918). После 1918 года руководил кафедрой в Военно-морской академии. Автор фундаментального труда «Термодинамика» (1928). |
| 1918-1924 | Осадчий Петр Семенович (1866—1943) Инженер-электрик. Организатор телефонной и телеграфной связи, радиосвязи в России. Первый выпускник первого выпуска Технического училища Почтово-телеграфного ведомства (1889). Профессор ЭТИ (1899—1929), заведующий кафедрой электрических телеграфов. Директор ЭТИ имени В. И. Ульянова (Ленина) (1918—1924). В 1920 г. в ЭТИ впервые была введена система факультетов. Председатель Центрального электротехнического совета (1919—1929), заместитель председателя Госплана РСФСР (1921—1929). |
| 1924-1925 | Графтио Генрих Осипович (1869—1949) Инженер-энергетик. Один из основоположников гидроэнергетического строительства в России. Основал отечественную школу гидроэнергетиков-строителей. Строитель первых мощных отечественных гидроэлектростанций. Окончил физико-математический факультет Новороссийского университета (1892) в Одессе, Институт инженеров путей сообщения в СПб (1896), преподавал в ЭТИ (1907—1949), профессор (1921), заведующий кафедрами «Электрификация железных дорог» (1919—1930) и «Центральные электростанции» (1945—1949). Академик АН СССР (1932). Директор ЛЭТИ (1924—1925). |
| 1925-1929 | Смуров Александр Антонович (1884—1937) Инженер-электрик. Специалист в области техники высоких напряжений, окончил Санкт-Петербургский университет (1906), ЭТИ (1911). Профессор (1919), доктор технических наук (1937), Организатор и руководитель крупнейшей в Европе высоковольтной лаборатории (1919—1937) и первой в России кафедры техники высоких напряжений. Заслуженный деятель науки и техники РСФСР (1937). Директор ЛЭТИ (1925—1929). |
| 1929-1931 | Шмуйлович Наум Иосифович (р.1883) Инженер, в 1913 г. закончил электротехнический институт Монтефиора (г. Льеж, Бельгия). В 1917 г. вернулся в Россию, был на партийной работе в Одессе, с 1923 г. работал в Ленинграде на разных постах, в том числе зам. директора завода «Электроток». Был назначен партийными органами директором ЛЭТИ (1929—1931). |
| 1932-1934 | Александров Аршак Семенович (1881—1957) Окончил Техническое училище. Участник Гражданской войны. С августа 1932 г. — преподаватель кафедры общественных дисциплин ЛЭТИ. Партийными органами был назначен директором ЛЭТИ (1932—1934). |
| 1934-1937 | Шингарев Александр Федорович (1901—1991) Инженер-электрик, окончил Ленинградский Политехнический институт (1931). Был директором ЛЭМИ (1930—1934). Директор ЛЭТИ (1934—1937). После назначения директором энергично повел линию восстановления «комплексности» института. Была проведена реорганизация структуры факультетов. |
| 1937-1944 | |
| 1942-1954 | Скотников Павел Иванович (1899—1957) Инженер-турбостроитель, окончил Ленинградский индустриальный институт (1935). Директор ЛЭТИ в самые трудные для страны годы (1937—1942, 1944—1954). Талантливый организатор. В годы Великой Отечественной войны был на партийной работе в блокадном Ленинграде. Заведующий кафедрой организации производства и экономики промышленности ЛЭТИ (1954—1957). |
| 1954-1967 | Богородицкий Николай Петрович (1902—1967) Выдающийся ученый в области электротехнических материалов, один из основателей производства и применения в СССР радиокерамики и ВЧ (высокочастотных) диэлектрических материалов. Окончил Политехнический институт (1927), преподавал в ЛЭТИ (1935—1967), профессор (1945). Заведующий кафедрой диэлектриков и полупроводников (1945—1967) — первой в СССР и одной из первых в мире кафедр, готовивших специалистов по твердотельной электронике. Лауреат Государственных премий (1942, 1952, 1952), Заслуженный деятель науки и техники РСФСР (1963). Ректор ЛЭТИ (1954—1967). |
| 1968-1983 | Вавилов Александр Александрович (1922—1983) Специалист в области теории автоматического регулирования и процессов управления. Окончил ЛЭТИ (1951), доктор технических наук, профессор (1968), заведующий кафедрой автоматики и процессов управления (1968—1983). Член-корреспондент АН СССР (1976), председатель Научного совета АН СССР по проблемам автоматизации и управления. Автор ряда фундаментальных научных исследований в области теории управления и системного моделирования. Под его руководством были созданы уникальные образцы новой техники. Внёс большой вклад в развитие связей с институтами АН СССР и ведущими научно-производственными организациями и в развитие международных связей отечественной высшей школы. Ректор ЛЭТИ (1968—1983). |
| 1984-1998 | Алексеев Олег Васильевич (1937—1999) Специалист в области радиопередающих устройств, организатор высшего образования, окончил ЛЭТИ (1961), доктор технических наук, профессор (1983), заведующий кафедрой радиоэлектронных средств. Руководитель работ по созданию радиопередающих комплексов для систем связи, радиолокации и радионавигации. Лауреат Государственной премии (1983). Заслуженный деятель науки и техники РФ (1995). Ректор ЛЭТИ (1984—1992), ректор Санкт-Петербургского государственного электротехнического университета (1992—1998). |
| 1998-2009 | Пузанков Дмитрий Викторович (1944—2018) Специалист в области параллельных вычислительных систем, телекоммуникаций, микропроцессорных систем. Окончил ЛЭТИ (1967). Доктор технических наук (1982), профессор (1984), заведующий кафедрой вычислительной техники (с 1989). Лауреат Премии Президента РФ в области образования (1999), Заслуженный деятель науки РФ (2004). Ректор Санкт-Петербургского государственного электротехнического университета «ЛЭТИ» (1998—2009). |
| 2009-2018 | Кутузов Владимир Михайлович (р. 1953) Специалист в области радиолокационных систем и комплексов. Окончил ЛЭТИ (1976). Доктор технических наук, профессор (1998), заведующий кафедрой радиотехнических систем (с 2001). Организатор и первый директор Научно-исследовательского института радиоэлектронных систем прогнозирования чрезвычайных ситуаций при СПбГЭТУ(1992—1998). Лауреат премии Правительства РФ в области науки и техники (2002). Ректор СПбГЭТУ «ЛЭТИ» (2009—2018). |
| 2018-…    | Шелудько Виктор Николаевич (р. 1961) Специалист в области систем автоматического управления. Окончил ЛЭТИ (1986). Доктор технических наук (2014), заведующий кафедрой систем автоматического управления (2014). Координатор программы «Энергосбережение» вузов Санкт-Петербурга. В 2004 г. назначен федеральным представителем Комиссии Минобразования РФ по коммунальным платежам по Северо-Западному региону России. Лауреат премии Правительства Санкт-Петербурга за выдающиеся достижения в области высшего и среднего профессионального образования (2015). Ректор СПбГЭТУ «ЛЭТИ» (с 2018). |

## Награды университета
Ордена:
- Орден Ленина (1967)
- Орден Октябрьской Революции (1986)
- Орден Народной Республики Болгария 2-й степени (1972)
- Орден Знамени Труда 1-й степени (1981)
- Орден Дружбы (Вьетнам) (2014)

Почётные знаки:
- Золотой знак Общества советско-польской дружбы (1974)
- Почётный знак Общества «ГДР-СССР» в золоте (1979)

В июле 2016 года университет в числе 5 других вузов РФ вошёл в число победителей конкурса на статус «Ведущие университеты России».

## Студенческий спорт
В СПбГЭТУ «ЛЭТИ» действует более 20 спортивных секций. Наибольшей популярностью среди студентов пользуются борьба, футбол, пауэрлифтинг, баскетбол, армрестлинг, волейбол, скалолазание, шахматы и гимнастика. Вуз является участником чемпионатов в рамках розыгрыша Кубка Вузов.
В Доме Спорта ЛЭТИ имеются хорошо оборудованные залы. Все тренеры обладают специальной спортивной подготовкой: среди них один мастер спорта международного класса и двенадцать мастеров спорта по разным спортивным дисциплинам.
В рамках «Кубка вузов» в 2015 году студенты ЛЭТИ, как и годом ранее, завоевали первое место по пауэрлифтингу. Лэтишники попали в тройку призёров в таких видах, как спортивный туризм, настольный теннис, чирлидинг и гиревой спорт.
В соревнованиях, организованных физкультурно-спортивным обществом профсоюзов (ФСО) «РОССИЯ» в ноябре 2015 года, боксёры в разных весовых категориях добыли 4 медали, из которых две — золотые и две — серебряные.

## Галерея изображений

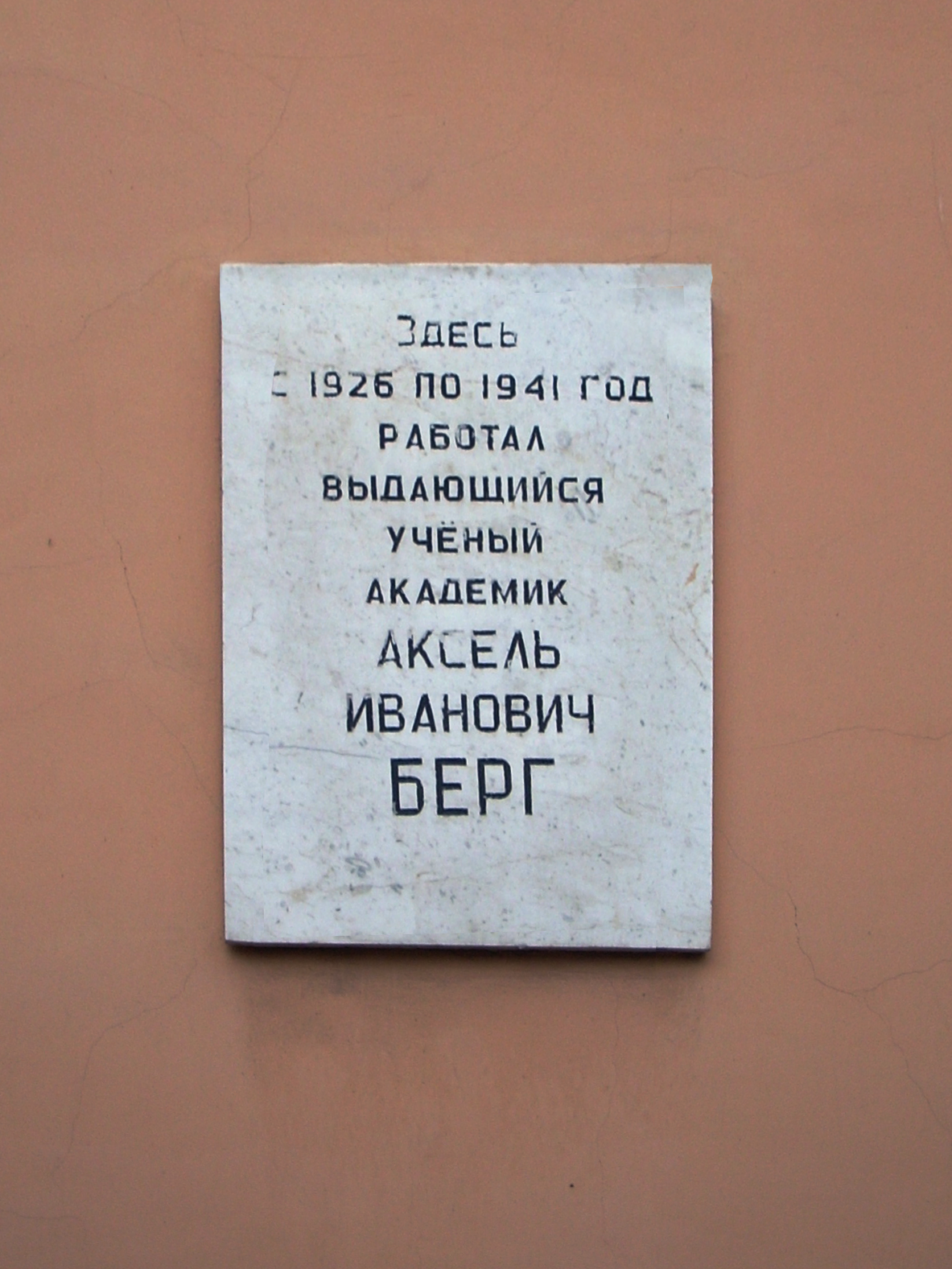
Мемориальная доска Акселю Бергу
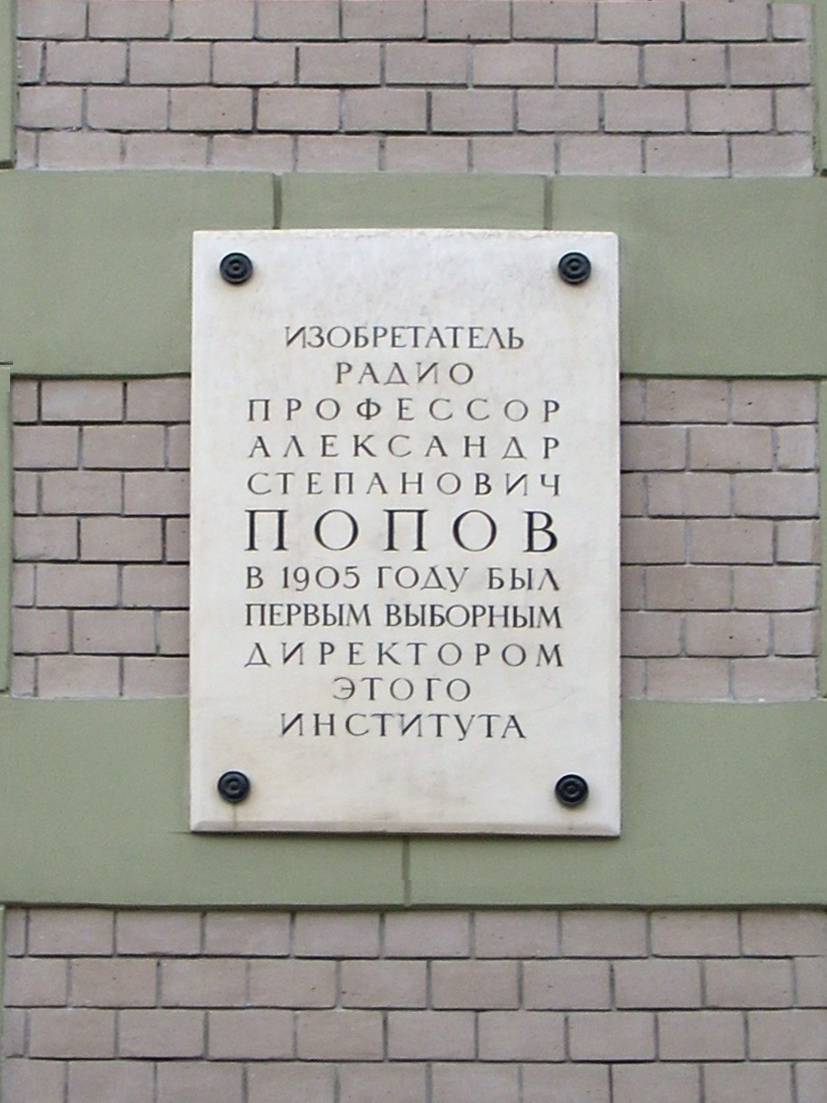
Мемориальная доска А. С. Попову
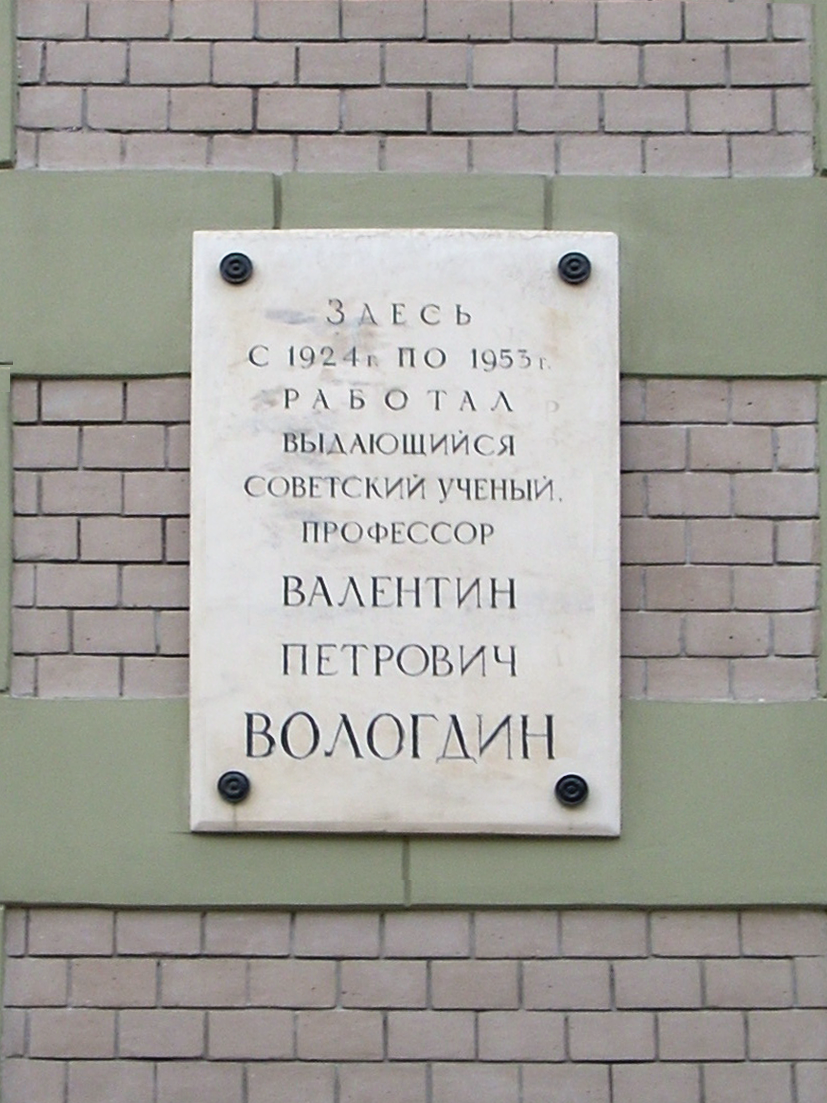
Мемориальная доска В. П. Вологдину
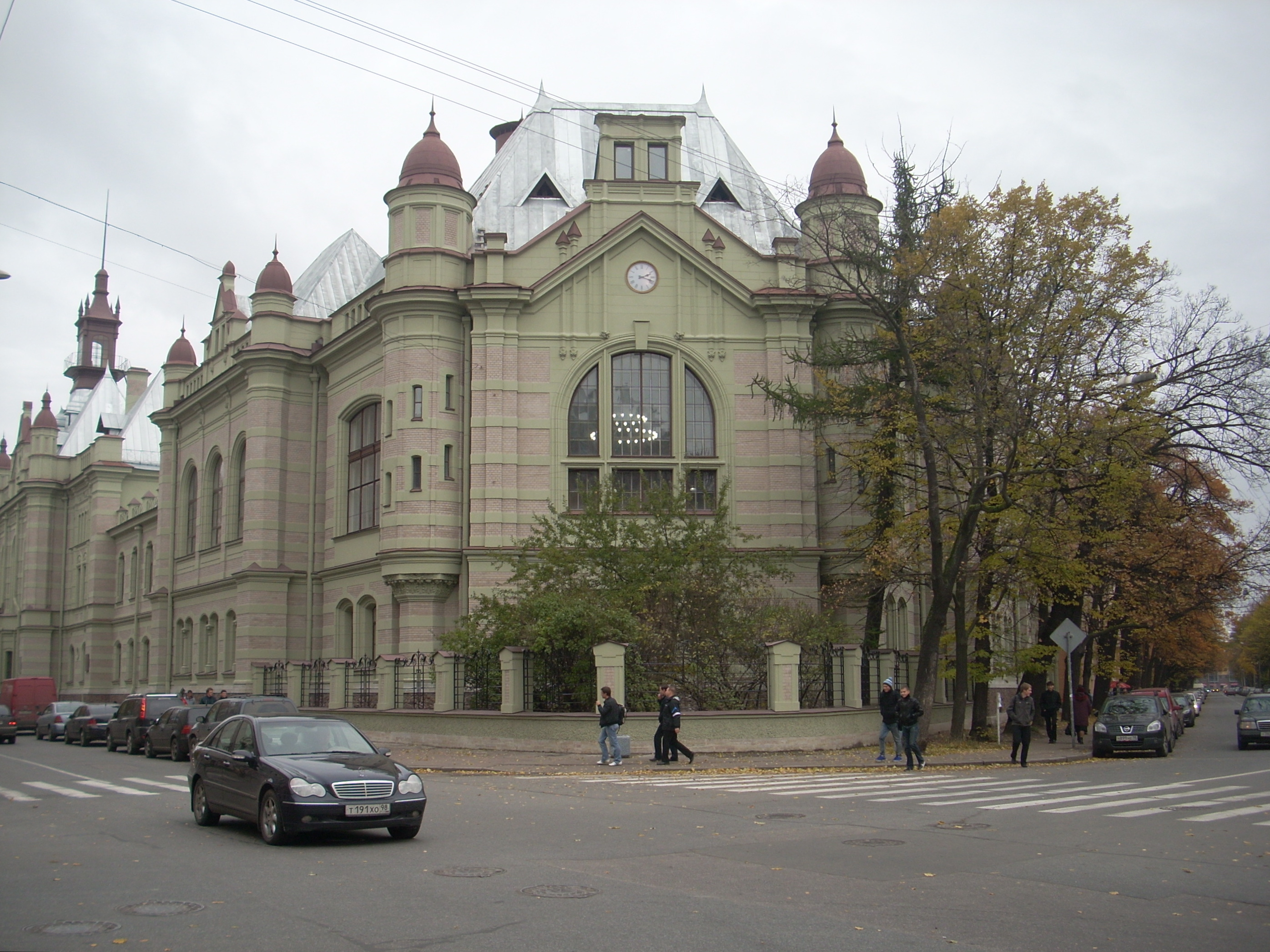
Главный первый корпус (2009 год)
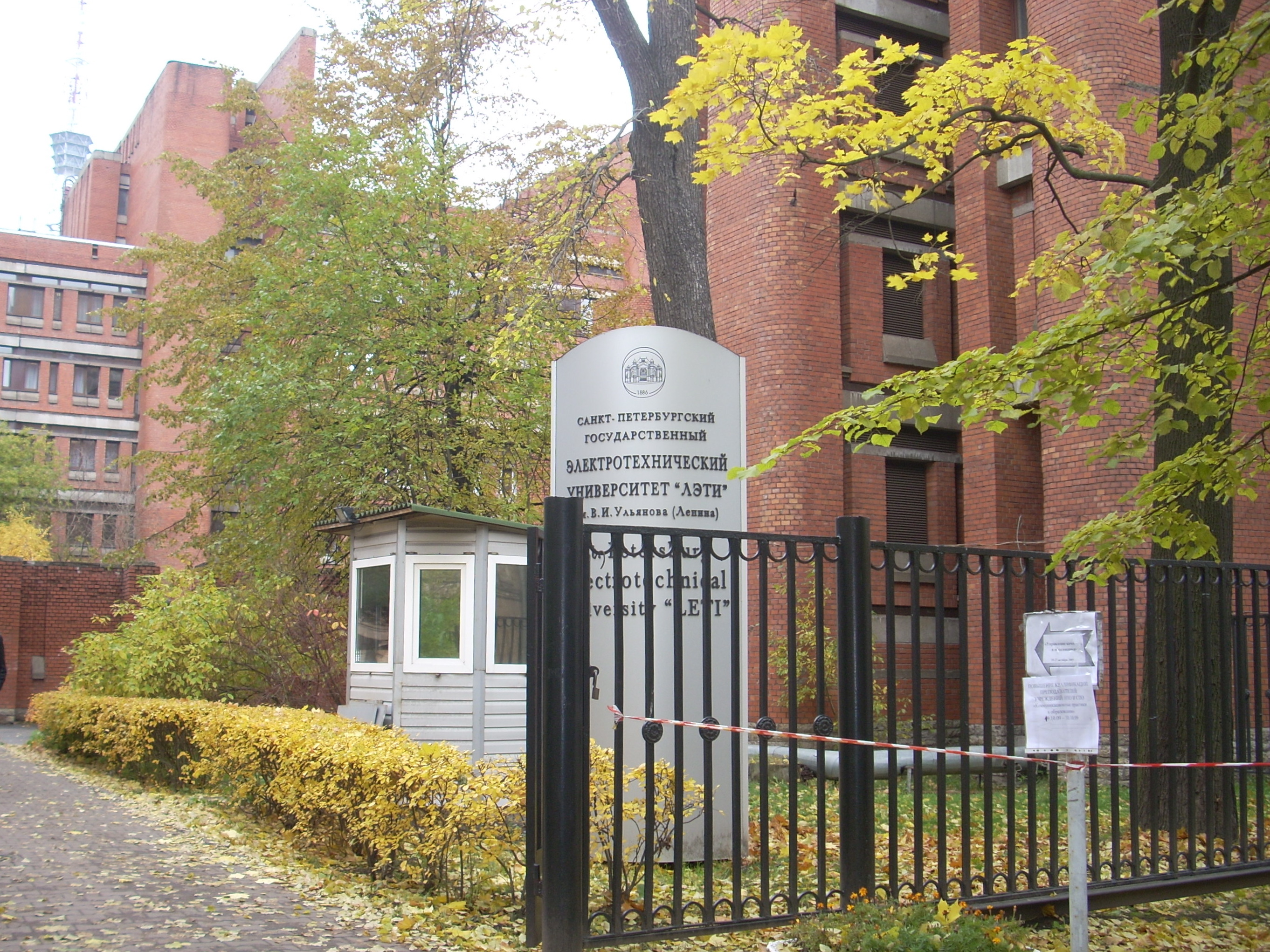
Вход в комплекс университета рядом с пятым корпусом
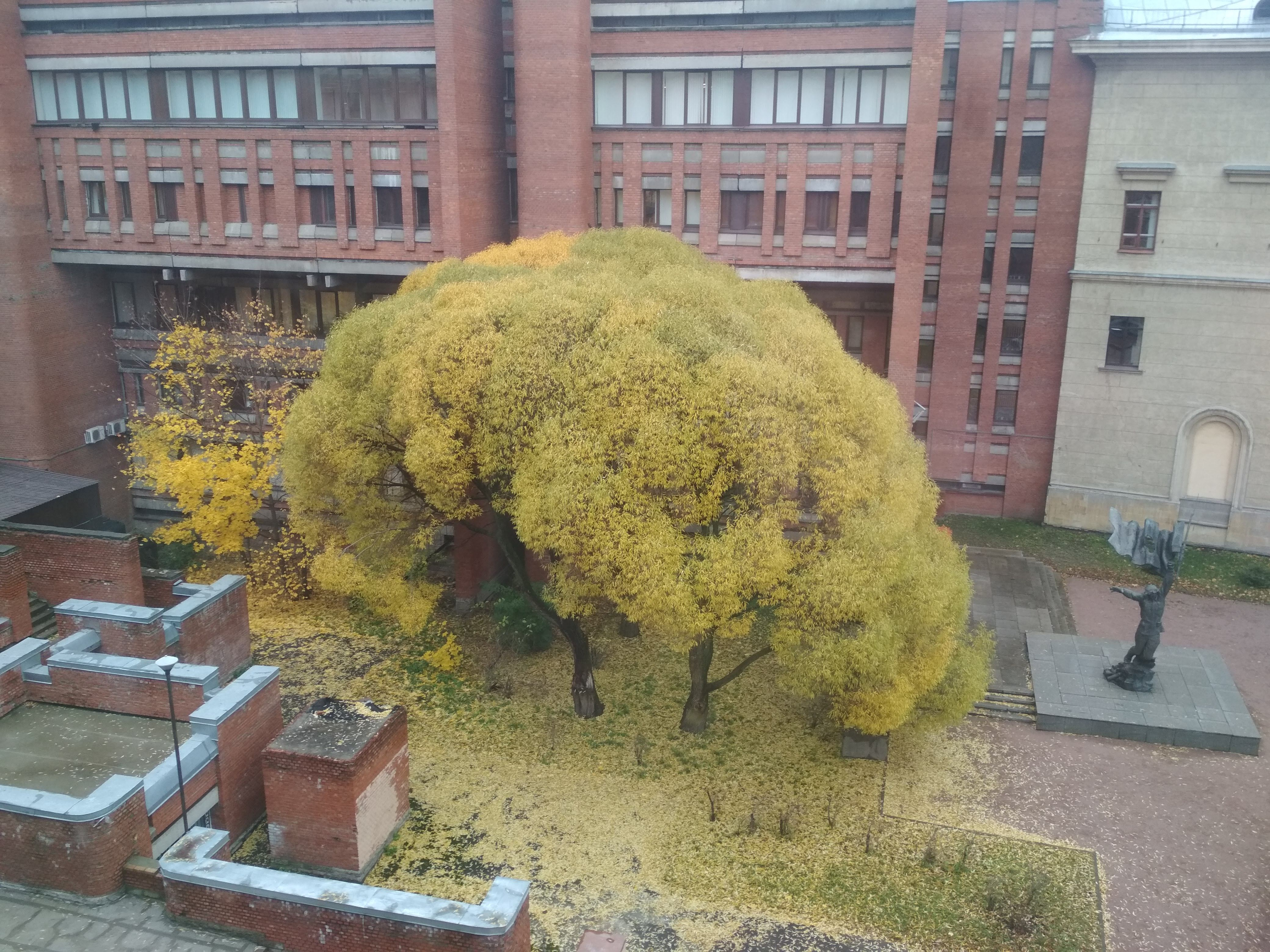
Двор пятого корпуса СПбГЭТУ «ЛЭТИ»